# Palisadula chrysophylla
Palisadula chrysophylla är en bladmossart som beskrevs av Toyama 1937. Palisadula chrysophylla ingår i släktet Palisadula och familjen Sematophyllaceae. Inga underarter finns listade i Catalogue of Life.